# U.S. Highway 26
Der U.S. Highway 26 (auch U.S. Route 26 oder US 26) ist ein 2390 km langer in Ost-West-Richtung verlaufender Highway im Nordwesten der USA. Er wurde 1926 eröffnet und gehört zu dem United States Numbered Highway System. Der Highway beginnt an der Interstate 80 bei der Kleinstadt Ogallala in Nebraska, führt durch die Bundesstaaten Wyoming und Idaho und endet an der Westküste der Vereinigten Staaten am U.S. Highway 101 südlich der Küstenstadt Seaside in Oregon. Zu den historischen Routen, denen der US 26 streckenweise folgt, zählen Oregon Trail, Mormon Trail und California Trail.

## Geschichte
Der U.S. Highway 26 wurde 1926 eröffnet. Sein östliches Ende lag von Anfang an bei Ogallala, Nebraska. Bei nur wenigen in Ost-West-Richtung verlaufenden U.S. Highways liegt das östliche Ende so weit westlich. Damals zweigte der US 26 westlich von Ogallala von dem U.S. Highway 30 ab (Lage). Nach dem Bau der Interstate 80 wurde der US 26 bis zu deren Anschlussstelle südlich von Ogallala (Lage) verlängert.
Das westliche Ende des US 26 lag bis 1948 an dem (mittlerweile aufgegebenen) U.S. Highway 185 (jetzt WY 320) bei Dwyer Junction (Lage), etwa 15 km westlich von Guernsey, Wyoming. Von 1948 bis 1952 erfolgte der schrittweise Ausbau nach Westen. 1948 führte der US 26 dann bis Alpine, Wyoming (Lage) an der Westgrenze Wyomings, 1951 bis Idaho Falls (Lage) und 1952 bis Astoria, Oregon (Lage). Auf seinem letzten Teilstück verlief er streckengleich mit dem U.S. Highway 101. Zu dieser Zeit hatte der US 26 seine maximale Länge von 1557 mi (2506 km). 2003 wurde sein westliches Ende bis zu seiner Anschlussstelle an den US 101 (Lage) zwischen Seaside und Cannon Beach zurückverlegt.

## Verlauf

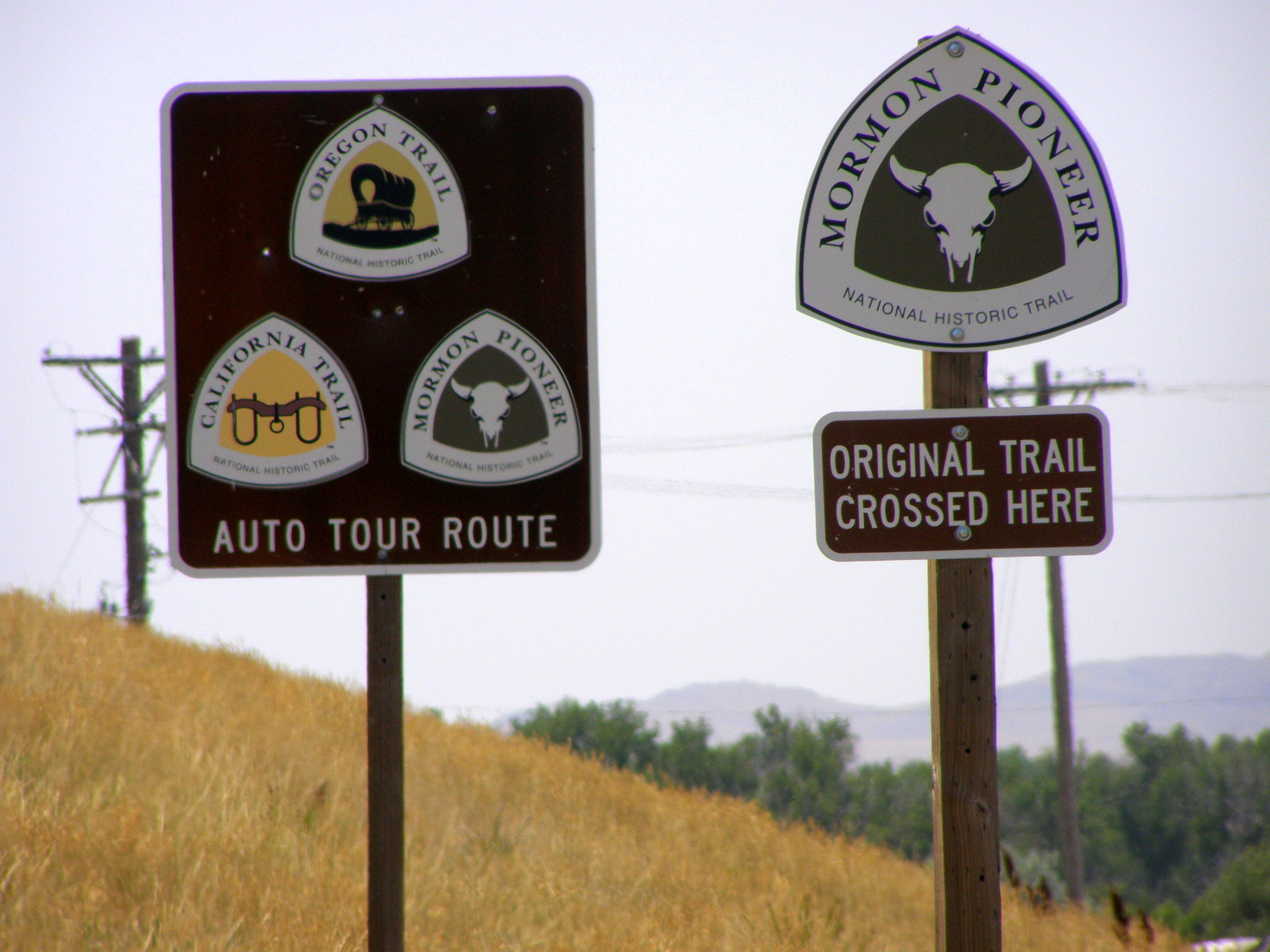
Oregon Trail, Mormon Trail und California Trail verlaufen streckenweise gemeinsam entlang dem US 26

Über einen Großteil seines Verlaufs folgt der Highway dem zum National Trails System gehörenden Oregon Trail, einer historischen Handels- und Siedlungsroute des 19. Jahrhunderts über die Rocky Mountains. Im östlichen Abschnitt des Highways folgt dieser auch dem Mormon Trail, dem Weg der Mormonenpioniere in der Mitte des 19. Jahrhunderts, und dem California Trail, einer der Hauptrouten für Siedler und Goldsucher nach Kalifornien, die beide ebenfalls zum National Trails System gehören. Neben der Straße weisen vom National Park Service aufgestellte Schilder auf die historischen Trails und mit ihnen zusammenhängende Stätten hin.

### Nebraska
In Nebraska verläuft der US 26 von seinem Abzweig von der Interstate 80 aus (Lage), die südlich von Ogallala am South Platte River liegt, nach einer kurzen gemeinsamen Strecke mit dem US 30 vorwiegend nach Nordwesten, bis er bei Lewellen (Lage) oberhalb des Lake McConaughy den North Platte River erreicht. Dabei passiert er den Ash Hollow State Historical Park (Lage) mit dem Windlass Hill, an dem die frühen Siedler einen steilen Hang hintunterfahren mussten, und der Ash Hollow Cave, einer als National Historic Landmark (NHL) klassifizierten Halbhöhle mit archäologischen Funden aus drei Jahrtausenden.
Im weiteren Verlauf folgt der US 26 in etwa dem North Platte River flussaufwärts nach Nordwesten. In diesem Abschnitt verlief der Oregon Trail am Südufer des Flusses, der Mormon Trail am Nordufer. Der US 26 wechselt mehrmals die Flussseite. Markante Landmarken in diesem Bereich sind die Felsspitze des Chimney Rock (Lage) und die Klippe von Scotts Bluff (Lage) in der Nähe der danach benannten Stadt  Scottsbluff (Lage).

### Wyoming

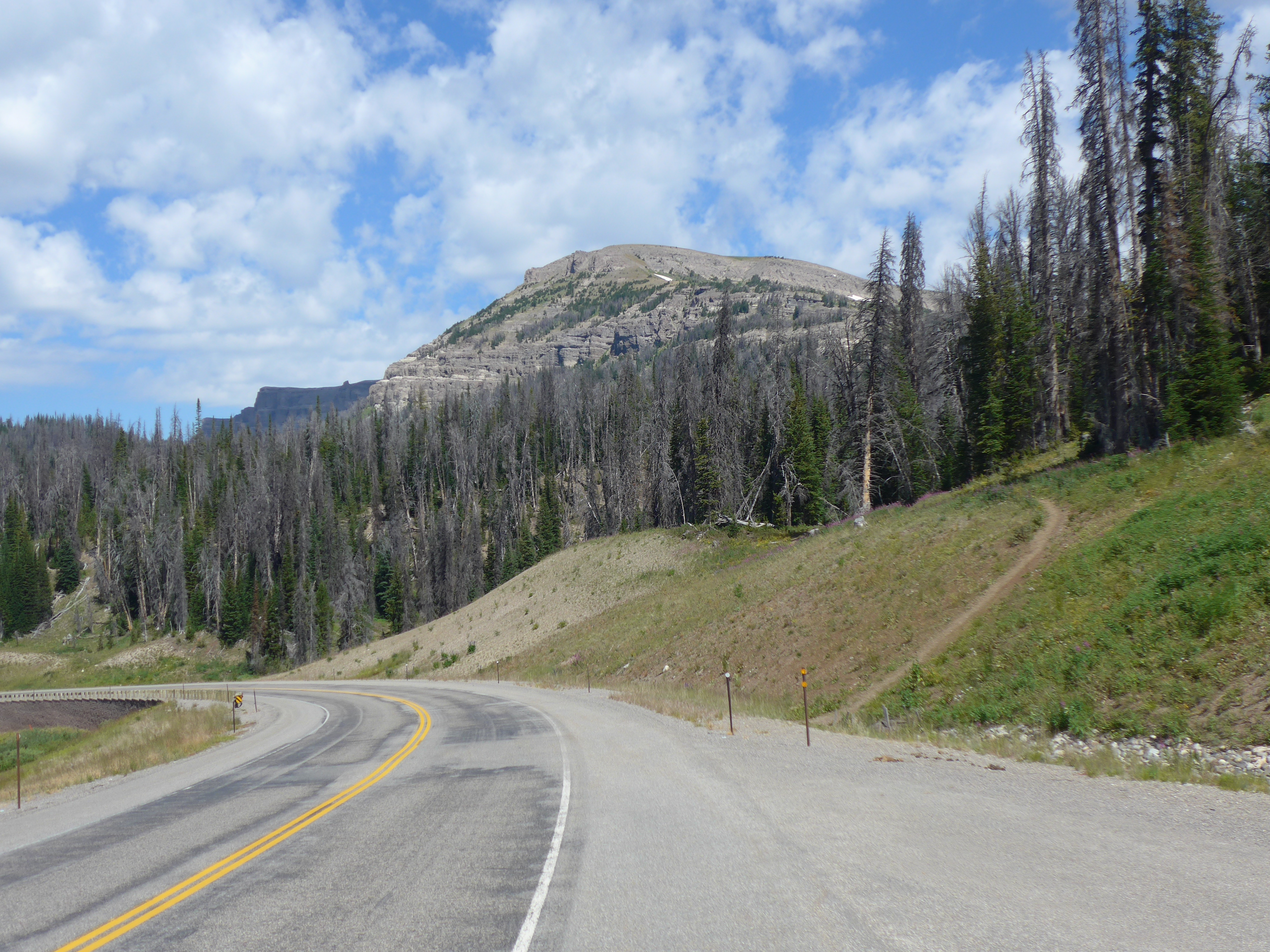
US 26/287 am Togwotee Pass mit Breccia Peak

In Wyoming folgt der US 26 weiter dem North Platte River flussaufwärts nach Nordwesten und passiert die Städte Torrington (Lage) und Fort Laramie (Lage). Das historische Fort Laramie (Lage), nach dem die Stadt benannt wurde, lag an der Mündung des Laramie River in den North Platte River und sicherte den Weg der Siedler. Am südlich von Guernsey gelegenen Register Cliff (Lage) ritzten viele Siedler ihre Namen in eine Sandsteinrippe. Bei den nahegelegenen Oregon Trail Ruts (Lage) hinterließen die Wagen und ihre Zugtiere deutliche Spuren in einer Sandsteinrippe. In Guernsey überquert der US 26 den North Platte River (Lage) südlich des Guernsey Reservoir im Guernsey State Park und läuft nach Westen auf den Laramie Peak (Lage) zu. Etwa 2 km hinter seinem ursprünglichen Endpunkt bei Dwyer Junction  (Lage) trifft er auf die Interstate 25 (Lage) und folgt dieser nach Norden zum Fluss zurück. Im weiteren Verlauf entlang des Flusses folgt der US 26 dessen Bogen nach Westen und passiert den Ayres Natural Bridge Park (Lage), in dem eine natürliche Felsenbrücke über den La Prele Creek führt.
Hinter Casper (Lage) verlässt der US 26 die Interstate, das Flusstal und die historischen Trails und führt durch bergiges Gelände, bis er hinter Shoshoni (Lage) auf das Südende des Boysen Reservoir (Lage) im Boysen State Park trifft. Er folgt dem Verlauf des diesen Stausee speisenden Wind River nach Süden bis Riverton (Lage) und dann weiter nach Nordwesten bis in dessen Quellgebiet (Lage) in der Wind River Range der Rocky Mountains. Dort überschreitet er südlich des Breccia Peak am Togwotee Pass (Lage) auf 2944 m Höhe die Kontinentale Wasserscheide. Von dort verläuft er nach Westen, bis er bei Moran (Lage) östlich der Teton Range den Snake River erreicht. Von der Straße aus ist der Teton-Gletscher an der Nordflanke des Grand Teton (Lage) gut zu sehen. Der US 26 folgt dem Fluss entlang dem Jackson Hole durch den Grand-Teton-Nationalpark (Lage) nach Jackson (Lage) und weiter am Rand des Bridger-Teton National Forest (Lage) entlang bis zu seinem früheren Westende bei Alpine, Wyoming (Lage) am Palisades Reservoir an der Westgrenze Wyomings.

### Idaho

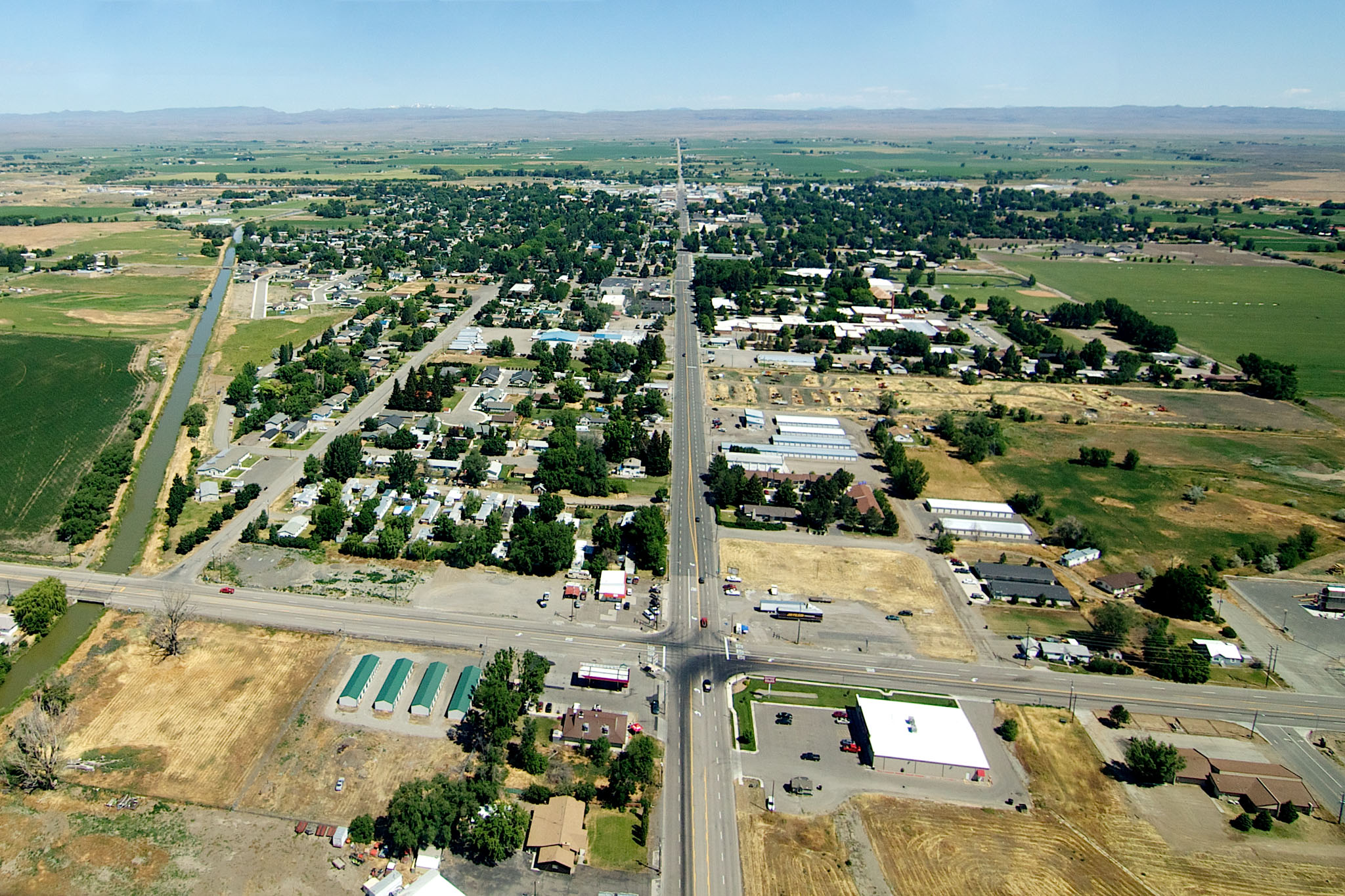
US 26 (li.-re.) in Gooding

In Idaho folgt der US 26 weiter dem Snake River in die Snake River Plain über Idaho Falls (Lage), wo er 1951–1952 endete, bis Blackfoot (Lage), in dessen Nähe mit dem Fort Hall (Lage) wieder eine Station des Oregon Trails liegt. Der US 26 folgt jedoch nicht dessen ursprünglicher  Streckenführung, sondern verlässt den Fluss und verläuft entlang des Goodale-Cutoff am Nordende des  Craters of the Moon National Monument (Lage) vorbei, eines Gebiets mit großflächigen erkalteten Lavaströmen. Danach verlässt er den Goodale-Cutoff nach Süden, führt durch Shoshone (Lage) und Gooding (Lage) und stößt bei Bliss (Lage) wieder auf den Fluss und damit auf den ursprünglichen Oregon Trail.
Nach etwa 50 km verlässt er den Fluss wieder bei Hammett (Lage) und folgt einem Zweig des Oregon Trails, der in etwa 20 km Abstand parallel zum Snake River verläuft, bis Boise (Lage). Von dort aus folgt er dem Boise River, an dessen Mündung in den Snake River das alte Fort Boise (Lage) lag, in dessen Nähe die Siedler an einer Furt, später auch mit einer Fähre, den Snake River überquerten. Der US 26 überquert den Snake River, der in diesem Abschnitt die Grenze zwischen Idaho und Oregon bildet, einige Kilometer weiter nördlich über die Nyssa Bridge (Lage).

### Oregon

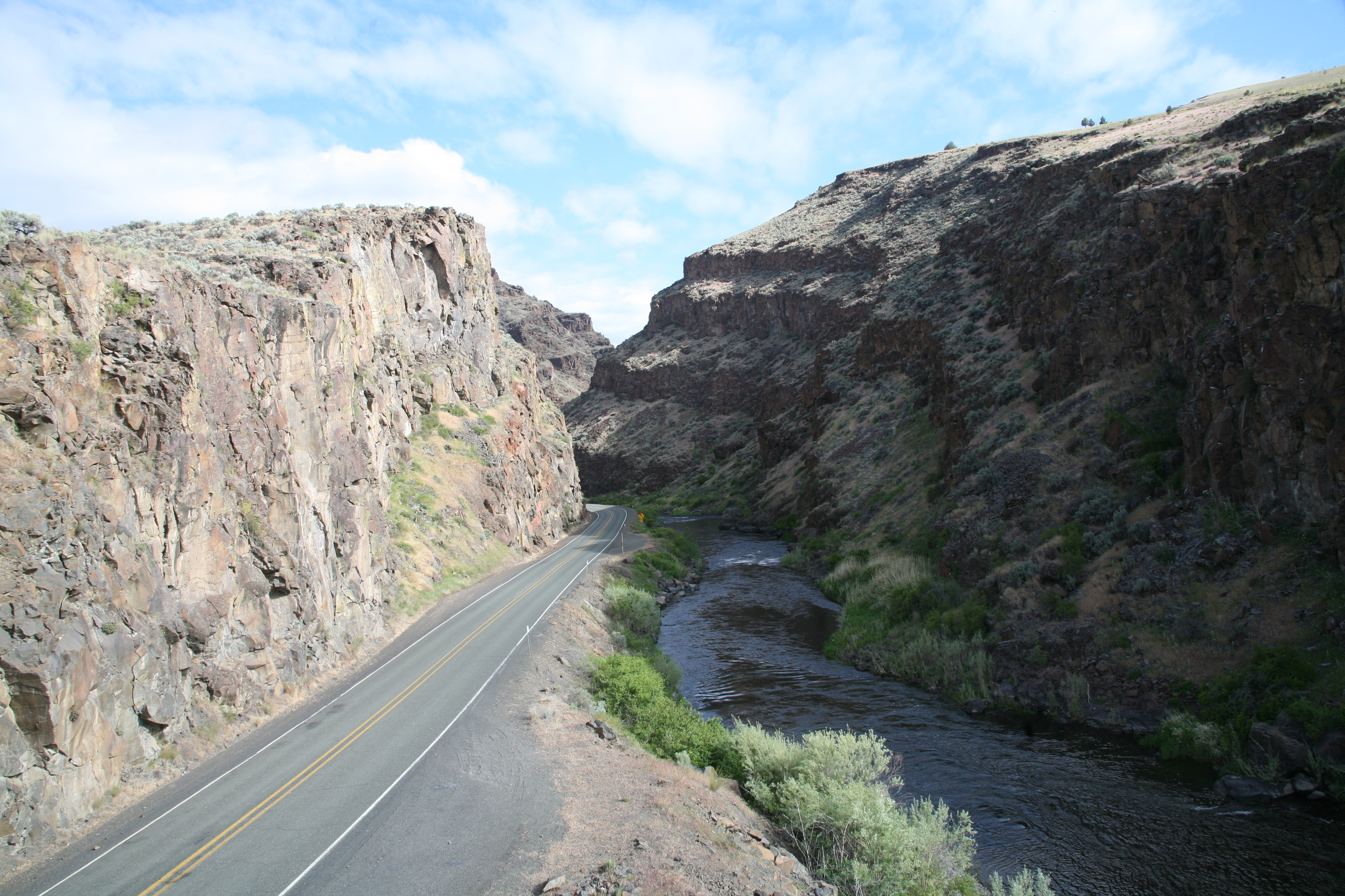
US 26 neben dem John Day River beim Eintritt in die Picture Gorge.

In Oregon folgt der US 26 von Nyssa (Lage)  aus zunächst dem Snake River und schwenkt dann kur vor Ontario (Lage) nach Westen ab bis Vale am Malheur River (Lage). Hier war die erste Station des Oregon Trails nach dem Eintreffen in Oregon. Während der historische Trail jedoch von hier aus nach Norden zurück zum Snake River führte und diesen erst bei Huntington endgültig verließ, um durch die Blue Mountains zum Columbia River zu gelangen, verläuft der US 26 von Vale aus nach Nordwesten. Er überquert das südliche Ende der Blue Mountains im Bereich des Malheur National Forest (Lage) auf einer Passstraße, die bis zu einer Höhe von 1545 m ansteigt. Er führt dann in das Tal des John Day River hinab, den er  bei Prairie City (Lage) erreicht. Er folgt dem Fluss bis in die Picture Gorge (Lage), einer Felsschlucht mit indianischen Felsbildern im John Day Fossil Beds National Monument. Dort verlässt er den Fluss über ein Seitental und führt durch den gebirgigen Ochoco National Forest (Lage) Richtung Westen nach Prineville (Lage) und von dort aus in Nord-West-Richtung nach Madras (Lage).
Von Madras aus verläuft der US 26 weiter nach Nordwesten über Warm Springs (Lage) und weiter durch die Warm Springs Reservation (Lage) und den Mount Hood National Forest (Lage) auf den Mount Hood zu. An dessen Südflanke erreicht er die historische Barlow Road (Lage), die seit 1846 den Siedlern einen Landweg über die Kaskadenkette nach Westen bot. Diese Straße war auch von Planwagen befahrbar, während der Weg durch die Columbia River Gorge nur zu Fuß oder Pferd möglich war und vor dem Bau der Straße eine Floßfahrt auf dem Columbia River für Planwagen die einzige Möglichkeit bot, in das Willamette Valley zu gelangen. Der US 26 folgt der Barlow Road bis Sandy (Lage) und führt dann nach Portland (Lage) hinein, wo er den Willamette River über die Ross Island Bridge (Lage) überquert. Westlich von Portland ist der US 26 unter dem Namen „Sunset Highway“ bekannt. Er durchquert die Oregon Coast Range (Lage) und endet an der Westküste am U.S. Highway 101 (Lage) zwischen Cannon Beach und Seaside.

## Andere Fernverkehrsstraßen

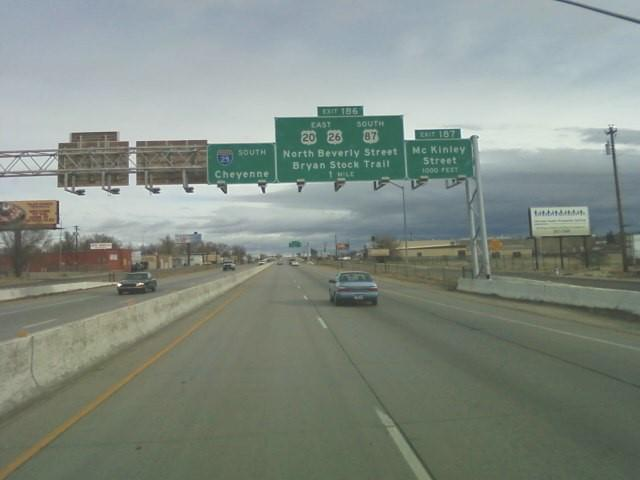
US 20, 26 und 87 streckengleich mit I-25 bei Casper

Der U.S. Highway 26 verläuft abschnittsweise streckengleich mit Interstates oder anderen U.S. Highways. Zu den gemeinsamen Streckenabschnitten mit Interstates zählen (von Ost nach West):
- Interstate 25: von etwa 2 km westlich von Dwyer Junction (Lage) bis Casper (Lage), 97 mi/156 km
- Interstate 15: von Idaho Falls (Lage) bis Blackfoot (Lage), 23 mi/37 km
- Interstate 84: von Bliss (Lage) bis Boise (Lage), 86 mi/138 km
- Interstate 84: bei Caldwell (Lage), 2,8 mi/4,5 km

Zu den U.S. Highways, die Streckenabschnitte mit dem US 26 gemeinsam haben, zählen (von Ost nach West): US 30, US 85, US 20, US 87 (gemeinsam mit der I-25), US 287, US 89, US 191, US 189, wieder US 20, US 93, wieder US 20 und US 30 (gemeinsam mit der I-84), US 95, US 395, US 97.
In Portland kreuzt der US 26 die Interstates 5, 205 und 405. Zu den U.S. Highways, die den US 26 kreuzen oder an ihm enden, zählen (von Ost nach West): US 385,  US 18,  US 91.
In Prineville (Lage) zweigt eine nach Eugene führende Straße ab, die von 1951 bis 1972 als U.S. Highway 126 geführt wurde, danach aber zum State Highway OR 126 herabgestuft wurde.